# Bodyguard (film 1992)
Bodyguard – amerykański melodramat z 1992 roku w reżyserii Micka Jacksona.

## Opis fabuły
Frank Farmer (Kevin Costner) to zawodowy ochroniarz, który nieraz otarł się o śmierć. Jako były agent służb specjalnych nawet w najbardziej kryzysowych sytuacjach potrafi zachować zimną krew, dzięki czemu jest uważany za jednego z najlepszych w swoim fachu. Pewnego dnia otrzymuje propozycję ochrony Rachel Marron (Whitney Houston), sławnej piosenkarki i aktorki. Życie kobiety jest zagrożone przez nieznajomego szaleńca wysyłającego anonimy z pogróżkami. Jednak Rachel nie jest świadoma niebezpieczeństwa, bowiem współpracownicy ukrywają przed nią prawdę. Frank godzi się ochraniać gwiazdę pod warunkiem, że dowie się ona o anonimach. I tak się dzieje. Do garderoby Rachel, tuż przed występem trafia kolejny list, uzmysławiając piosenkarce, że tylko Farmer może zadbać o jej bezpieczeństwo. Relacje między ochroniarzem i klientką stają się coraz bardziej zażyłe, co jest sprzeczne z etyką zawodową Franka. Tymczasem Rachel zostaje nominowana do Oscara. Jej dni wypełnione są koncertami i spotkaniami z publicznością. W trakcie jednego z bankietów artystka odbiera telefon z pogróżkami, co jeszcze bardziej komplikuje sytuację.

## Obsada
- Kevin Costner jako Frank Farmer
- Whitney Houston jako Rachel Marron
- DeVaughn Walter Nixon(inne języki) jako Fletcher 'Fletch' Marron
- Gary Kemp jako Sy Spector
- Bil Cobbs jako Bill Devaney
- Ralph Waite jako Herb Farmer
- Tomas Arana jako Greg Portman
- Michele Lamar Richards(inne języki) jako Nicki Marron
- Mike Starr jako Tony Scipelli
- Christopher Birt jako Henry
- Gerry Bamman jako Ray Court
- Joe Urla(inne języki) jako Minella
- Tony Pierce jako Dan
- Charles Keating(inne języki) jako Klingman
- Robert Wuhl(inne języki) jako Oscar Host
- Alissa Martinez jak Marisa Leizotto